# Impianto contraccettivo ormonale sottocutaneo

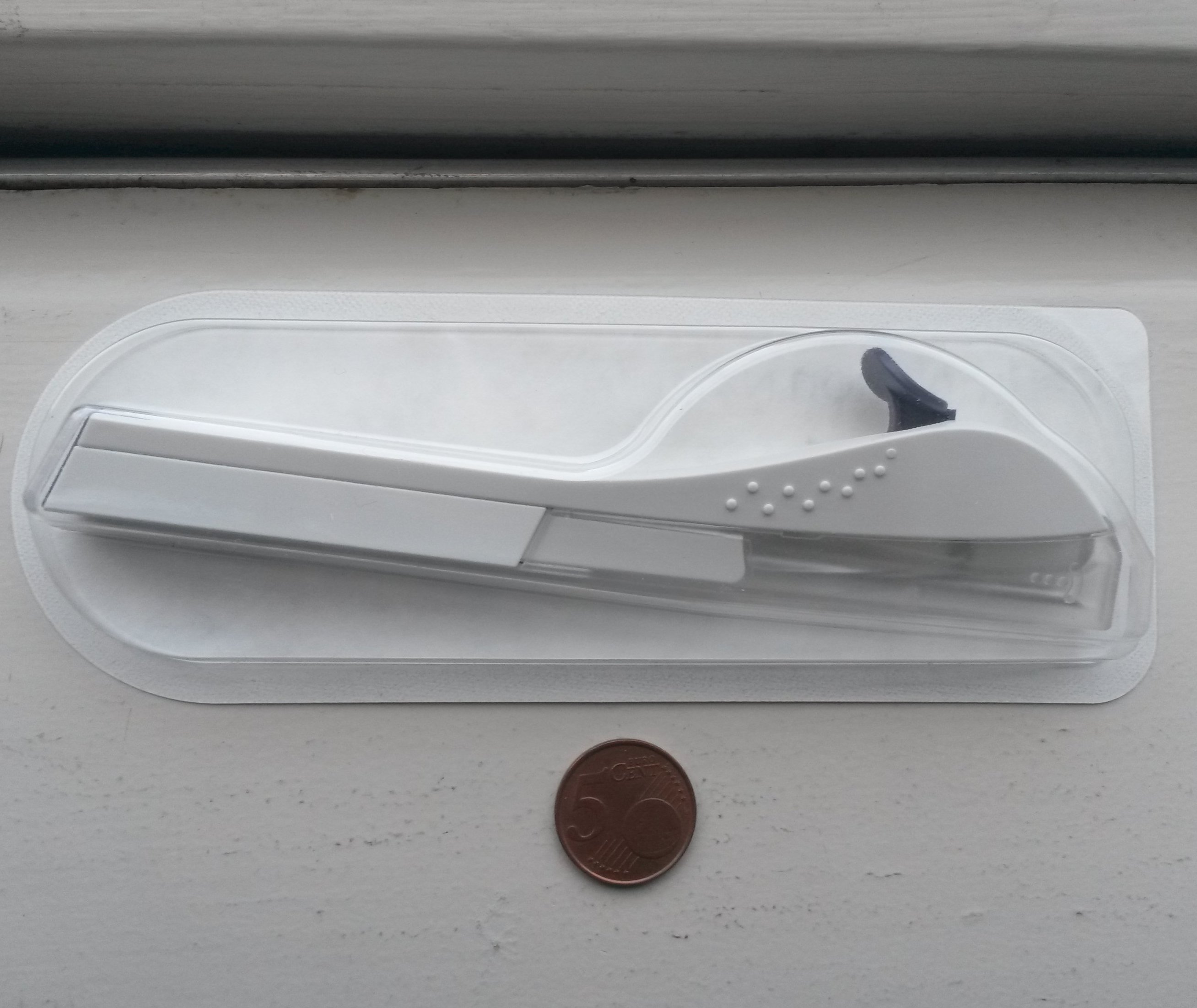
Contenitore-applicatore per contraccettivo, esempio di un impianto contraccettivo basato su etonogestrel

L'impianto contraccettivo ormonale è un metodo contraccettivo a lungo termine reversibile, contenente 68 mg di progestinico etonogestrel ed è efficace per un periodo fino a 3 anni. Per acquistare l'impianto contraccettivo ormonale è necessaria una prescrizione medica.
Il dispositivo consiste in un bastoncino flessibile di 4 cm di lunghezza e 2 mm di spessore realizzato in un materiale plastico copolimerico (etilene vinil acetato). Il bastoncino rilascia solfato di bario (3%, 15 mg) ed etonogestrel (60% 68 mg). L'inserimento e la rimozione dell'impianto devono essere effettuate dal ginecologo, con un'iniezione sottocutanea. L'unico impianto contraccettivo ormonale attualmente in commercio in Italia si chiama Nexplanon.

## Modo d'uso
L'impianto contraccettivo ormonale viene inserito dal ginecologo per via sottocutanea nella zona interna della parte superiore del braccio.
Fasi di funzionamento:
- sopprimere l'ovulazione;
- l'ispessimento della mucosa cervicale, rendendo così difficoltoso il passaggio degli spermatozoi attraverso la cervice;
- modificazione all'endometrio rendendolo inadatto alle gravidanze, impedendo che l'ovulo, nel caso venga eventualmente fecondato, possa impiantarvisi.

## Efficacia
L'impianto contraccettivo ormonale è un contraccettivo molto efficace pari al 99,95% nella vita reale, poiché tutti i contraccettivi che richiedono un coinvolgimento dell'utente sono meno efficaci in realtà di quanto risultino in teoria. Da notare inoltre che nel corso degli studi clinici non si è verificata alcuna gravidanza, se non quelle derivanti dalla pratica clinica. Il meccanismo d'azione primario dell'impianto contraccettivo ormonale è l'inibizione dell'ovulazione e in aggiunta l'impianto induce un aumento della viscosità del muco cervicale.

## Vantaggi
Rispetto all'impiego di contraccettivi ormonali sistemici estro-progestinici, come la pillola ad esempio, i contraccettivi contenenti solo progestinico come la pillola progestinica presentano vantaggi rilevanti dal punto di vista degli effetti collaterali, grazie all'assenza di estrogeni. In particolare, contrariamente ai contraccettivi combinati, l'etonogestrel non induce modificazioni significative del bilancio emostatico. 
Pertanto, questo tipo di contraccezione può essere utilizzato in numerose condizioni nelle quali l'impiego dei tradizionali estroprogestinici è assolutamente o relativamente controindicato: allattamento, tabagismo, obesità, trombofilie congenite o acquisite, ipertensione arteriosa controllata ecc.
- totale reversibilità entro pochi giorni dalla rimozione;[3]
- utilizzabile dai 18 ai 40 anni;
- non contiene estrogeni;
- può essere usato anche durante l'allattamento.[6]

## Svantaggi
Non previene le malattie sessualmente trasmissibili. Va inserito e rimosso da un ginecologo. Può talvolta dare luogo a spotting o amenorrea nella fase iniziale del trattamento, fenomeni che tendono a sparire nel corso del tempo.